# Tráng học

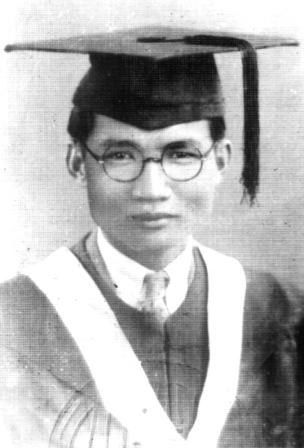
Hoàng Hiện Phan được xem là người sáng lập ra Tráng học.

Choang học hoặc Tráng học (tiếng Tráng: Cuenghhag/Cang’yoz; chữ Hán giản thể: 壮学; chữ Hán phồn thể: 壯學; pinyin: Zhuàngxué) là một ngành của cả nhân văn và khoa học xã hội nghiên cứu tổng hợp về người Tráng, cụ thể là nguồn gốc, lịch sử, các tổ chức chính trị xã hội, tôn giáo, ngôn ngữ, văn chương và nghệ thuật của người Tráng. Nhìn chung được coi người sáng lập ra Choang học là Hoàng Hiện Phan .

## Hình thành và phát triển
Cơ sở của Choang học được hình thành từ thời Cộng hòa Nhân dân Trung Hoa, sau 《lịch sử tóm tắt dân tộc Choang》 bản thảo sơ bộ lần thứ nhất hoàn thành. Sách này kể lịch sử dân tộc Choang, được viết xong vào năm 1957 và do Hoàng Hiện Phan biên soạn. Vì là văn bản lịch sử Người Tráng có hệ thống đầu tiên,nó ảnh hưởng cực lớn tới việc dân tộc học và nhân học Trung Quốc sau này, Chính vì thế mà người đời sau coi Hoàng Hiện Phan là người sáng lập ra Choang học. Từ thập niên 1980 đến nay, từ "Tráng học" được dùng phổ biến ở Trung Quốc .

## Các Viện, trung tâm trực thuộc
- Hội Tráng học Quảng Tây
- Viện Tráng học của Đại học Sư phạm Quảng Tây
- Trung tâm Nghiên Tráng học của Đại học dân tộc Quảng Tây
- Trung tâm Nghiên Tráng học của Viện khoa học xã hội Quảng Tây